# Echinocereus russanthus
Echinocereus russanthus là một loài thực vật có hoa trong họ Cactaceae. Loài này được D.Weniger mô tả khoa học đầu tiên năm 1969.

## Hình ảnh

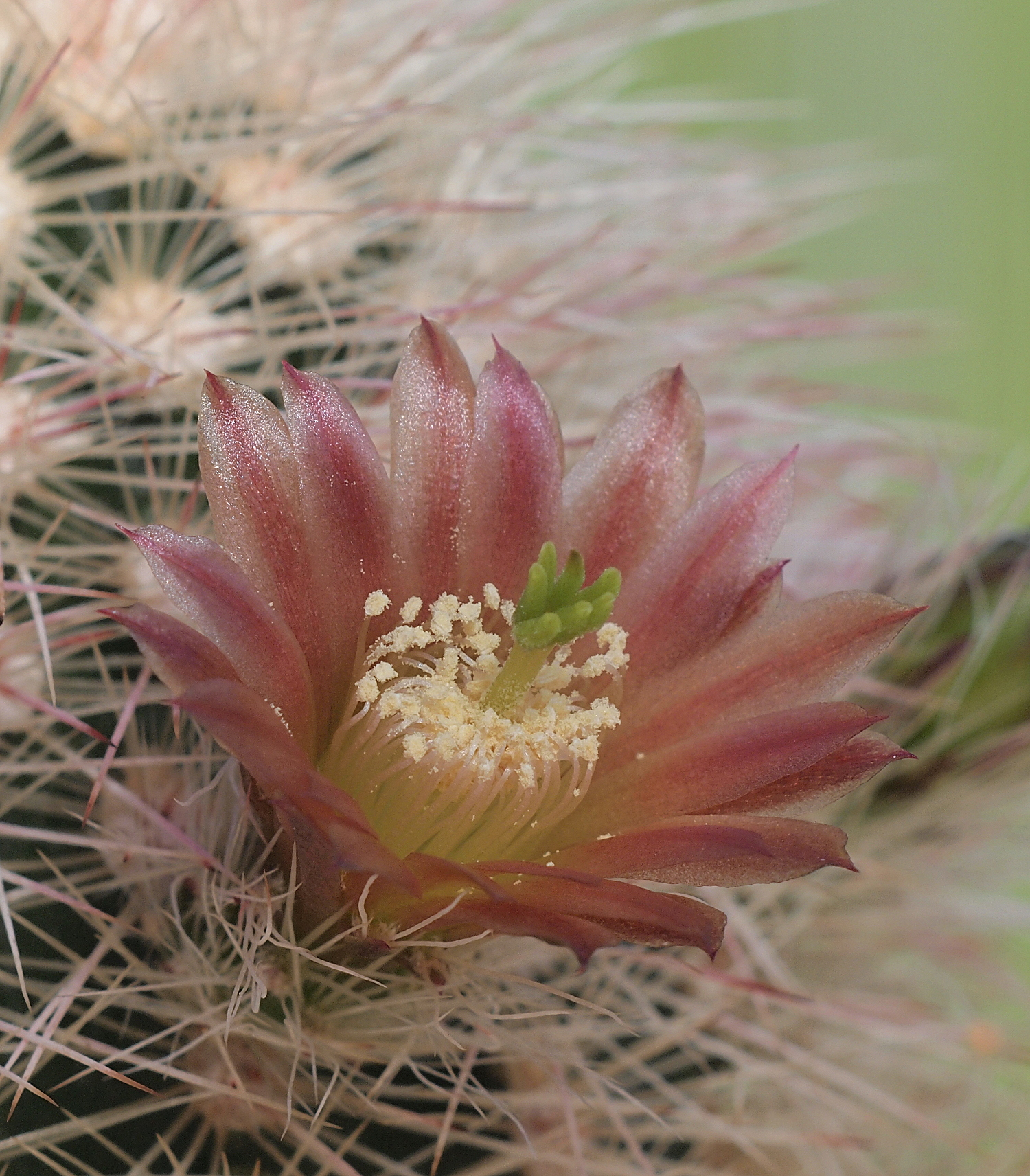
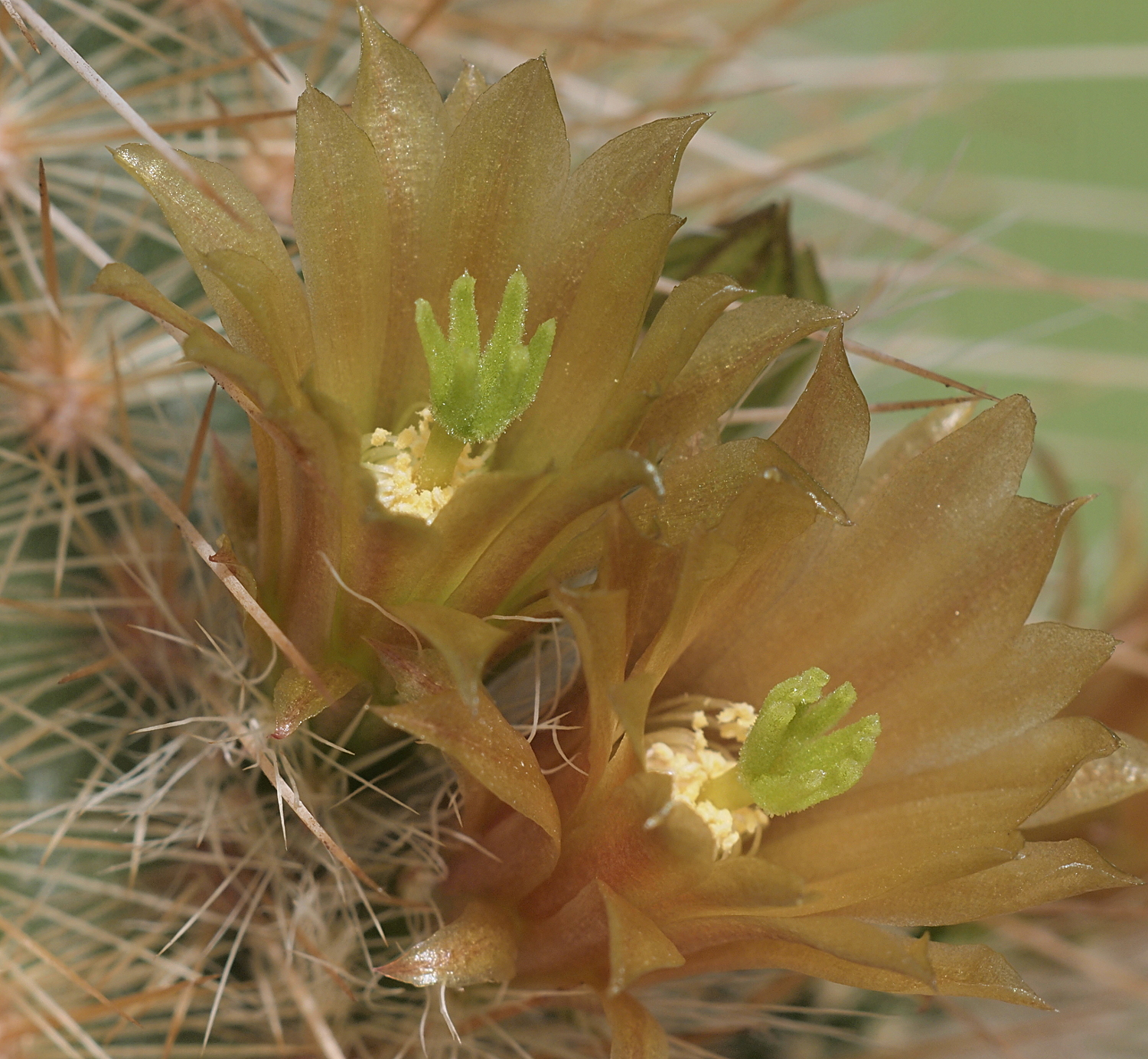